# NGC 3915
NGC 3915 é uma galáxia espiral (S0-a) localizada na direcção da constelação de Virgo. Possui uma declinação de -05° 07' 05" e uma ascensão recta de 11 horas, 49 minutos e 24,2 segundos.
A galáxia NGC 3915 foi descoberta em 24 de Abril de 1784 por William Herschel.